# Атул Гаванде
Атул Атмарам Гаванде (нар. 5 листопада 1965) — американський хірург, письменник і дослідник громадського здоров'я. Він займається загальною й ендокринною хірургією у жіночій лікарні Бостона, штат Массачусетс. Він — професор кафедри політики й управління у галузі охорони здоров'я Гарвардської школи громадської охорони здоров'я імені Т. Чана та професор хірургії Семюеля О. Тієра Гарвардської медичної школи. У галузі охорони здоров'я він є виконавчим директором Ariadne Labs, об'єднаного центру інновацій у системах охорони здоров'я, і головою Lifebox, некомерційної організації, яка працює над зниженням смертності під час хірургічних операцій у всьому світі. 20 червня 2018 року Гаванде отримав призначення генеральним директором медичної компанії Haven, яка належить Amazon, Berkshire Hathaway і JPMorgan Chase, і залишив посаду генерального директора у травні 2020 року, залишаючись виконавчим головою, поки організація шукала нового.
Він багато писав про медицину й охорону здоров'я для «Нью-Йоркер» і «Slate», а також є автором книг «Complications: A Surgeon's Notes on an Imperfect Science», «Better: A Surgeon's Notes on Performance», «The Checklist Manifesto» та «Being Mortal: Medicine and What Matters in the End».
9 листопада 2020 року його призначили членом Консультативної ради з COVID-19 при новообраному президентові Джо Байдену. 17 грудня 2021 року його затвердили на посаді помічника адміністратора Агентства США з міжнародного розвитку, а 4 січня 2022 року він склав присягу.

## Ранні роки й освіта
Гаванде народився 5 листопада 1965 року у Брукліні, штат Нью-Йорк, у сім'ї лікарів-індіанців маратхі, іммігрантів до США. Невдовзі сім'я переїхала до Ейтенз, штат Огайо, де він ріс з сестрою. Тут він закінчив Ейтензьку середню школу у 1983 році.
Гаванде здобув ступінь бакалавра біології та політології у Стенфордському університеті у 1987 році. Як стипендіат Роудса, він здобув ступінь магістра з філософії, політики та економіки у Коледжі Бейлліол, Оксфорд, у 1989 році. У 1995 році він здобув ступінь доктора медицини у Гарвардській медичній школі, а у 1999 році здобув ступінь магістра громадського здоров'я у Гарвардській школі громадського здоров'я. У 2003 році він закінчив клінічну ординатуру із загальної хірургії, знову у Гарварді, у жіночій лікарні Брайгама.

## Політична пропаганда
Студентом Гаванде був волонтером кампанії Ґері Гарта на пост президента США. Після закінчення навчання він приєднався до президентської кампанії Ела Ґора 1988 року. Він працював дослідником у галузі охорони здоров'я у конгресмена Джима Купера (Демократична партія — Теннессі), який був автором пропозиції щодо охорони здоров'я «керованої конкуренції» на Консервативно-демократичному форумі. Гаванде вступив до медичної школи у 1990 році — залишив її через два роки, щоб стати лейтенантом охорони здоров'я Білла Клінтона під час кампанії 1992 року.

## Державна служба
Пізніше Гаванде став старшим радником у Міністерстві охорони здоров'я та соціальних служб після першої інавгурації Клінтона. Він очолював один із трьох комітетів Цільової групи з національної реформи охорони здоров'я при адміністрації Клінтона, керував 75 особами та визначив пакети пільг для американців і субсидії та вимоги до роботодавців. Але ці зусилля розкритикували у пресі, і Гаванде пізніше описав цей період свого життя як розчарування, сказавши: «Те, що я вмію, не те саме, що люди, які вміють керувати агентствами або балотуватися на посаду, є справді хорошими».
Гаванде очолював ініціативу Всесвітньої організації охорони здоров'я «Безпечна хірургія рятує життя», у рамках якої близько 200 медичних товариств і міністерств охорони здоров'я співпрацювали над створенням контрольного списку, який було опубліковано у 2008 році для використання в операційних блоках. «Lancet» висловився про контрольний список як «відчутний інструмент для підвищення безпеки», додавши: «Але контрольний список не є самоціллю. Його справжня цінність полягає в заохоченні спілкування між командами та стимулюванні подальших реформ, щоб перенести культуру безпеки у самий центр догляду за пацієнтами».

## Журналістика
Невдовзі після того, як він розпочав клінічну ординатуру, його друг Джейкоб Вайсберг, редактор «Slate», попросив його зробити внесок в онлайн-журнал. Кілька статей Гаванде були опубліковані у «Нью-Йоркері», і він був призначений штатним автором цього видання у 1998 році,
У січні 1998 року Гаванде опублікував статтю у «Slate» – «Часткова істина в дискусії про переривання вагітності на пізніх термінах: кожен аборт є жахливим, але проблема не у техніці» – обговорення того, як політика абортів повинна «зависати від питання про те, коли плід вперше стає сприймальною істотою», а «загалом не від техніки – або навіть про те, коли плід може вижити поза утробою матері».
У статті «Нью-Йоркер» за червень 2009 року Гаванде порівнював медичне обслуговування двох міст Техасу, щоб показати, чому медичне обслуговування було дорожчим в одному місті порівняно з іншим. Використовуючи як приклад місто Мак-Аллен, було стверджено, що корпоративна культура максимізації прибутку (яка може забезпечити значну кількість непотрібного догляду) була важливим фактором збільшення витрат, на відміну від культури недорогого та якісне обслуговування, яке надається клінікою Мейо та іншими ефективними системами охорони здоров'я.
За словами Браянта Ферлоу у «Lancet Oncology», стаття «наробила хвилі», висвітлюючи проблему. Її цитував президент Барак Обама під час його спроби домогтися прийняття закону про реформу охорони здоров'я у Конгресі США. За словами сенатора Рона Вайдена, стаття «значним чином вплинула на мислення [Обами]» і була показана групі сенаторів Обамою, який фактично сказав: «Це те, що ми повинні виправити». Прочитавши статтю у «Нью Йоркері», давній діловий партнер Воррена Баффета Чарльз Мангер надіслав Гаванде чек на суму 20 000 доларів на знак подяки доктору Гаванде за те, що він написав про корисне для суспільства. Гаванде повернув чек, а згодом йому надіслали новий чек на 40 000 доларів. Гаванде пожертвував 40 000 доларів Центру хірургії та громадського здоров'я та жіночій лікарні, де він проходив клінічну ординатуру.
У 2012 році він виступив з доповіддю «Як ми лікуємо медицину?» на TED, яку переглянули понад двох мільйонів разів.

## Книги
У 2002 році Гаванде опублікував свою першу книгу «Complications: A Surgeon's Notes on an Imperfect Science», яка містить переглянуті версії 14 його статей для «Slate» і «Нью-Йоркера». Вона стала фіналістом Національної книжкової премії.
Його друга книга, «Better: A Surgeon's Notes on Performance», вийшла у квітні 2007 року. У ній обговорюються три чесноти, які Гаванде вважає найважливішими для успіху у медицині: старанність, правильне виконання та винахідливість. У книзі Гаванде наводить приклади людей, які втілили ці чесноти. Книга прагне представити різні сторони спірних медичних проблем, як-от закон про недбалість у США, роль лікарів у смертній карі та відмінності у лікуванні між лікарнями.
У 2009 році Гаванде випустив свою третю книгу «The Checklist Manifesto: How to Get Things Right». У ній обговорюється важливість організації та попереднього планування (наприклад, ретельних контрольних списків) як у медицині, так і в усьому світі. У 2010 році книга потрапила до списку бестселерів науково-популярної літератури у твердій палітурці за версією «Нью-Йорк таймс».
Книга «Being Mortal: Medicine and What Matters in the End» вийшла друком у жовтні 2014 року та стала бестселером № 1 за версією «Нью-йорк таймс». У ньому обговорюється вибір догляду наприкінці життя у будинку для людей похилого віку та вплив медичних процедур на невиліковно хворих людей. Книга стала основою для документального телесеріалу PBS «Лінія фронту», який вперше вийшов в ефір 10 лютого 2015 року.

## Пізніша кар'єра
Гванде очолює Lifebox, некомерційну організацію, засновану у 2011 році, яка надає навчання та обладнання для безпечнішої хірургії.
У червні 2018 року його призначили генеральним директором нової бостонської компанії Haven Healthcare, заснованої інвестором-мільярдером Ворреном Баффетом, Джеффом Безосом з Amazon і генеральним директором JPMorgan Chase Джеймі Дімоном. Він залишив посаду у травні 2020 року, залишившись виконавчим головою, поки організація шукала нового генерального директора. У січні 2021 року компанія Haven оголосила про припинення діяльності. Як повідомляє CNBC, джерела, пов'язані з компанією, стверджували, що «поки фірма придумувала ідеї, кожна з трьох компаній-засновників виконувала власні проєкти окремо зі своїми співробітниками, уникаючи необхідності створення спільного підприємства».

### Адміністрація Байдена
9 листопада 2020 року його призначили членом Консультативної ради з COVID-19 при новообраному президентові Джо Байдену.

#### Номінація USAID
13 липня 2021 року президент Байден висунув Гаванде на посаду помічника адміністратора USAID для Бюро глобальної охорони здоров'я. 29 вересня 2021 року відбулися слухання щодо кандидатури Гаванде у Комітеті з міжнародних відносин Сенату. Сенатор від Флориди Марко Рубіо відклав голосування у комітеті за Гаванде у жовтні 2021 року, стверджуючи: «Захист Атула Гаванде щодо дітовбивства є дискваліфікаційним. … Президент Байден повинен відкликати кандидатуру Гаванде та замінити його кимось, хто відданий підтримці місії агентства з порятунку життів». Заява сенатора Рубіо випливає зі статті 1998 року, яку Гаванде написав на захист конкретних методів абортів на пізньому терміні та дітовбивства після пологів. 3 листопада 2021 року комітет схвально повідомив про висунення Гаванде у Сенат. Весь Сенат затвердив Гаванде 17 грудня 2021 року 48-31 голосами.

## Нагороди та відзнаки
У 2004 році Гаванде був обраний як один із «20 найвпливовіших жителів Південної Азії» за версією «Newsweek». У 2006 році він став стипендіатом Мак-Артура за його роботу з дослідження та формулювання сучасних хірургічних методів і медичної етики. У 2007 році він став директором Всесвітньої організації охорони здоров'я, спрямованої на зниження смертності від хірургічних втручань, а у 2009 році його обрали співробітником Центру Гастінгса.
У 2010 році він опинився на п'ятому місці Time 100 у категорії «Мислителі». Того ж року він був включений журналом «Foreign Policy» до списку найкращих світових мислителів. У 2012 році він був обраний членом Американського філософського товариства. У 2014 році він представив щорічну програму на радіо BBC «Лекції Ріта», виступивши з серією з чотирьох доповідей «Майбутнє медицини». Вони проводились у Бостоні, Лондоні, Единбурзі та Делі. Того ж року він отримав премію Льюїса Томаса за твори про науку. У листопаді 2016 року він став одним із трьох лавреатів Премії губернатора Массачусетсу з гуманітарних наук за внесок у покращення громадського життя у Массачусетсі. У травні 2022 року Університет Пенсільванії нагородив його почесним званням доктора наук на щорічній церемонії вручення дипломів.

### Книги
- Complications: A Surgeon's Notes on an Imperfect Science. (Picador, 2002)
- Better: A Surgeon's Notes on Performance. (Picador, 2008)
- The Checklist Manifesto. (Metropolitan Books, 2009)
- Being Mortal: Medicine and What Matters in the End. (Metropolitan Books, 2014)

### Нариси та репортажі
- Partial truths in the partial-birth-abortion debate: Every abortion is gross, but the technique is not the issue. Slate. January 1998.
- The Cost Conundrum. The New Yorker. 25 травня 2009.
- Now what?. The Talk of the Town. Comment. The New Yorker. 86 (8): 21—22. 5 квітня 2010.